# Dirphia
Genre
Le genre Dirphia regroupe des papillons appartenant à la famille des Saturniidae.

## Taxonomie
Ce genre a été décrit en 1819 par Hübner dans Verzeichniss bekannter Schmettlinge.